# Илья Зверев
Илья́ Ю́льевич (Ю́рьевич) Зве́рев (другой псевдоним И. Литвинов, настоящее имя Изо́льд Ю́дович Замдберг; 1926—1966) — советский писатель, очеркист.

## Биография
Родился 3 марта 1926 года в Александрии в семье Юды Израилевича Замдберга (1899—1942), впоследствии участника Великой Отечественной войны в составе 142-й отдельной стрелковой бригады, пропавшего без вести на фронте в июле 1942 года. Мать — Мариам Исааковна Замдберг. До войны семья жила в Сталино.
В конце 1940-х годов работал литературным сотрудником в донецкой газете «Социалистический Донбасс». С 1947 года жил и работал в Москве. Печатался с 1947 года, первоначально как очеркист и под собственным именем: Изольд Замдберг. Писал о романтике шахтёрского труда, о выборе профессии молодёжью, о трудностях формирования нового человека: «На угольном фронте» (1948), «Там, на шахте угольной…» (1956), «В Мосбассе» (1956), «Не ради славы» (1958). Книги очерков «Дороги вглубь» (1957), «В двух километрах от Счастья» (1960) рассказывают о превращении Львовщины и Волыни в индустриальный край, об освоении угольного месторождения на Волыни, комсомольских шахтах на Донбассе.
Главный герой рассказа «Защитник Седов» (1963) — адвокат, защищавший четверых приговорённых к расстрелу «врагов народа» (в 1988 году рассказ был экранизирован). В основу сюжета положена реальная история, происшедшая в 1930-х годах с адвокатом Владимиром Львовичем Россельсом (1887—1971).
В 1963 году в журнале «Юность» была опубликована повесть «Трест имени Мопассана и другие сентиментальные истории».
Умер в 1966 году от болезни сердца на фоне злокачественной гипертонии.

Похоронен на Переделкинском кладбище (могильный памятник работы Вадима Сидура).
Посмертно был опубликован сборник его рассказов «Второе апреля». Книга избранных сочинений Зверева «Защитник Седов» издана в 1990 году с предисловием Б. Сарнова. Ряд рассказов, очерков и сценариев остались неопубликованными.
Был одним из авторов коллективного романа «Смеётся тот, кто смеётся» (с В. Катаевым, А. Гладилиным, Ю. Казаковым, Л. Славиным, В. Аксёновым, В. Войновичем, Ф. Искандером и Г. Владимовым), опубликованного в газете «Неделя» в 1964 году.

## Семья
- Жена — Евгения Александровна Кожина (1925—2018).
  - Дочь — Мария Зверева, кинодраматург, сценарист, жена режиссёра Павла Чухрая.
    - Внучка — Анастасия Чухрай (род. 1977), телеведущая.

## Список произведений
- Зверев И. Дороги вглубь (очерк). / «Знамя», № 10, 1956.
- Зверев И. В Мосбассе. — М., 1956.
- Зверев И. Чрезвычайные обстоятельства. / «Мир приключений» № 3, 1957.
- Зверев И. Жизнь молодая. — М.: Молодая гвардия, 1962.
- Зверев И. Ничего особенного. — М., 1963.
- Зверев И. Государственные и обыкновенные соображения Саши Синева. Непридуманные рассказы. — М., 1964.
- Зверев И. Что за словом? — М.: Политиздат, 1965.
- Зверев И. Трамвайный закон. Рассказы. — М.: Молодая гвардия, 1966.
- Зверев И. Второе апреля. — М.: Советский писатель, 1968.
- Зверев И. В двух километрах от Счастья. Рассказы, повести, очерки. — М.: Советский писатель, 1976.
- Зверев И. Защитник Седов. Повести, рассказы, публицистика. — М.: Советский писатель, 1990. — ISBN 5-265-01109-9.

## Экранизации
- 1964 — Непридуманная история
- 1964 — Лёля, Катя и Дима (фильм-спектакль)
- 1969 — Завтра, третьего апреля…
- 1970 — На атомной (фильм-спектакль)
- 1988 — Защитник Седов

## Радиоспектакли
- 1966 — «Второе апреля», постановка режиссёра Евгения Агурова.